# 2994 Флінн
2994 Флінн (2994 Flynn) — астероїд головного поясу, відкритий 14 серпня 1975 року.
Тіссеранів параметр щодо Юпітера — 3,478.